# Benedetto Ubaldi

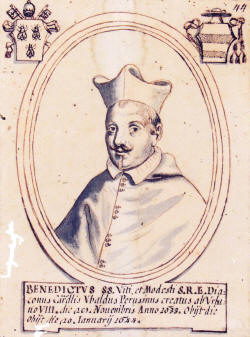
Benedictus Cardinalis Ubaldus (Stich, 1633)

Benedetto Ubaldi, ursprünglich Benedetto Monaldi (Baldeschi) (* 1588 in Perugia; † 18. Januar 1644 ebenda) war ein italienischer Geistlicher, Bischof von Perugia und Kardinal der Römischen Kirche.

## Leben

Kardinalswappen (modernes Schema)

Er war der Sohn von Mario Monaldi und dessen Ehefrau Zenobia Ubaldi. Durch seine Mutter erbte die Familie Monaldi Name und Titel der Ubaldi, darüber hinaus wurden sie um 1635 marchese von Migliano. Sein Nachname wird auch als Monaldi Baldeschi und als Baldeschi aufgeführt. Sein Onkel Francesco Baldeschi war Auditor der Römischen Rota, sein Bruder Orazio Monaldi wurde später Bischof von Gubbio sowie von Perugia.
Benedetto Ubaldi begann seinen Bildungsweg am Seminar seiner Geburtsstadt, setzte ihn am dortigen Collegio San Bernardo fort und studierte an der Universität Perugia. Mit seinem Onkel Francesco Baldeschi hielt er sich zwei Jahre lang in Avignon auf, bevor er nach Perugia zurückkehrte, wo er 1611 zum Doktor promoviert wurde. Auf Wunsch seines Onkels zog er nach Rom und praktizierte dort zunächst als Rechtsanwalt. Am 2. Dezember 1626 wurde er als Nachfolger seines Onkels Auditor an der Römischen Rota. Er wurde Auditor und Datar bei Kardinal Antonio Barberini, 1628 begegnet er als Legat in Urbino.
Im Konsistorium vom 28. November 1633 nahm Papst Urban VIII. Benedetto Ubaldi in das Kardinalskollegium auf, den roten Hut und die Titeldiakonie Santi Vito e Modesto verlieh der Papst ihm am 9. Januar 1634. Von Februar 1634 bis zum Jahr 1637 war er Legat in Bologna.
Am 2. April 1634 wurde Benedetto Ubaldi zum Bischof von Perugia ernannt. Die Bischofsweihe spendete ihm am Sonntag, den 23. April 1634 in der Sixtinischen Kapelle Kardinal Antonio Barberini; Mitkonsekratoren waren Erzbischof Fausto Poli und Celso Zani, ehemaliger Bischof von Città della Pieve. Von der Leitung des Bistums trat er 1643 zurück.
Beigesetzt wurde Benedetto Ubaldi in der Servitenkirche Santa Maria Nuova in Perugia.